# Estación de Arcade
Arcade es una estación de ferrocarril situada en el municipio español de Sotomayor, en la provincia de Pontevedra, comunidad autónoma de Galicia. Cuenta con servicios de Media Distancia operados por Renfe. 

## Situación ferroviaria
Se encuentra en el punto kilométrico 7,535 de la línea férrea de ancho ibérico que une Redondela con Santiago de Compostela, a 12 metros de altitud, entre las estaciones de Cesantes y de Pontevedra.

## Historia
La estación fue abierta el 1 de julio de 1884 con la inauguración del ramal de Redondela hasta Pontevedra por parte de la Compañía del Ferrocarril de Medina a Zamora y de Orense a Vigo (generalmente abreviada como MZOV) cuando había concluido el trazado de la línea férrea que unía Monforte de Lemos con Vigo y que se pretendía prolongar a Portugal. En 1928, los graves problemas económicos que sufrían las empresas que gestionaban las líneas férreas del oeste español llevaron al estado a la nacionalización de las mismas y a su agrupación en la Compañía Nacional de los Ferrocarriles del Oeste. En 1941, Oeste se integró como el resto de compañías ferroviarias españolas en RENFE.
Desde el 31 de diciembre de 2004 Renfe Operadora explota la línea mientras que Adif es la titular de las instalaciones ferroviarias.

## Servicios ferroviarios

### Media Distancia
En la estación paran varios trenes de Media Distancia, comercializados como MD (servicios La Coruña - Santiago de Compostela - Vigo-Urzaiz) y Regional (servicios La Coruña - Santiago de Compostela - Vigo-Guixar), que tienen como paradas principales las ciudades de Vigo, Pontevedra, Santiago de Compostela y La Coruña.
| Línea MD | Servicio | Origen/Destino         | Paradas intermedias | Destino/Origen         |
| -------- | -------- | ---------------------- | --- | ---------------------- |
| 1        | MD       | La Coruña              | Cerceda-Meirama · Santiago de Compostela · Padrón-Barbanza · Villagarcía de Arosa · Pontevedra · Arcade · Redondela AV                                                                            | Vigo-Urzaiz            |
| 1        | MD       | La Coruña              | Santiago de Compostela · Padrón-Barbanza · Villagarcía de Arosa · Pontevedra · Arcade · Redondela AV                                                                                              | Vigo-Urzaiz            |
| 1        | Regional | La Coruña              | Uges · Cerceda-Meirama · Órdenes · Santiago de Compostela · Osebe · Padrón · Puentecesures · Catoira · Villagarcía de Arosa · Portela · Pontevedra · Arcade · Redondela-Picota · Redondela        | Vigo-Guixar            |
| 1        | Regional | La Coruña              | Uges · Cerceda-Meirama · Órdenes · Santiago de Compostela · Padrón · Puentecesures · Catoira · Villagarcía de Arosa · Pontevedra-Universidad · Pontevedra · Arcade · Redondela-Picota · Redondela | Vigo-Guixar            |
| 1        | Regional | La Coruña              | Uges · Cerceda-Meirama · Órdenes · Santiago de Compostela · Padrón · Puentecesures · Catoira · Villagarcía de Arosa · Pontevedra · Arcade · Redondela-Picota · Redondela                          | Vigo-Guixar            |
| 1        | Regional | La Coruña              | Cerceda-Meirama · Santiago de Compostela · Padrón · Puentecesures · Catoira · Villagarcía de Arosa · Pontevedra · Arcade · Redondela-Picota · Redondela                                           | Vigo-Guixar            |
| 1        | Regional | Santiago de Compostela | Padrón · Puentecesures · Catoira · Villagarcía de Arosa · Pontevedra · Arcade · Cesantes · Redondela-Picota · Redondela                                                                           | Vigo-Guixar            |
| 1        | Regional | Santiago de Compostela | Padrón · Puentecesures · Catoira · Villagarcía de Arosa · Pontevedra · Arcade · Redondela-Picota · Redondela                                                                                      | Vigo-Guixar            |
| 1        | Regional | Vigo-Guixar            | Redondela · Redondela-Picota · Arcade · Pontevedra · Pontevedra-Universidad · Villagarcía de Arosa · Catoira · Puentecesures · Padrón · Santiago de Compostela · Cerceda-Meirama · Uges           | La Coruña              |
| 1        | Regional | Vigo-Guixar            | Redondela · Redondela-Picota · Cesantes · Arcade · Pontevedra · Portela · Villagarcía de Arosa · Catoira · Puentecesures · Padrón · Osebe                                                         | Santiago de Compostela |